# Pancreatine
Pancreatine is een mengsel van enzymen. Pancreatine wordt geproduceerd in de alvleesklier en wordt ook gebruikt als medicijn. Pancreatine bestaat uit amylase, lipase en protease en wordt als medicament gebruikt als de alvleesklier niet of onvoldoende functioneert zoals bij pancreatitis.